# Piliocolobus epieni
El colobo rojo del Delta del Níger (Piliocolobus epieni) es una especie en peligro crítico de mono colobo endémica de la parte occidental del Delta del Níger. Está amenazada por la caza y la pérdida de hábitat.